# آتسوشی ناگای
آتسوشی ناگای (انگلیسی: Atsushi Nagai؛ زادهٔ ۲۳ دسامبر ۱۹۷۴) بازیکن فوتبال اهل ژاپن است.
از باشگاه‌هایی که در آن بازی کرده‌است می‌توان به باشگاه فوتبال آویسپا فوکوئوکا و باشگاه فوتبال سانفریس هیروشیما اشاره کرد.